# Liste der Bodendenkmäler in Untermeitingen
Auf dieser Seite sind die Bodendenkmäler in der schwäbischen Gemeinde Untermeitingen zusammengestellt. Diese Tabelle ist eine Teilliste der Liste der Bodendenkmäler in Bayern. Grundlage ist die Bayerische Denkmalliste, die auf Basis des Bayerischen Denkmalschutzgesetzes vom 1. Oktober 1973 erstmals erstellt wurde und seither durch das Bayerische Landesamt für Denkmalpflege geführt wird. Die folgenden Angaben ersetzen nicht die rechtsverbindliche Auskunft der Denkmalschutzbehörde.

## Bodendenkmäler der Gemeinde Untermeitingen

### Bodendenkmäler in der Gemarkung Untermeitingen
| Lage                      | Objekt | Akten-Nr.     | Bild |
| ------------------------- | --- | ------------- | ---- |
| Untermeitingen (Standort) | Straße der römischen Kaiserzeit. | D-7-7830-0009 |      |
| Untermeitingen (Standort) | Siedlung der römischen Kaiserzeit.                                                                                                  | D-7-7830-0077 |      |
| Untermeitingen (Standort) | Grabhügel vorgeschichtlicher Zeitstellung.                                                                                          | D-7-7830-0078 |      |
| Untermeitingen (Standort) | Siedlung vor- und frühgeschichtlicher Zeitstellung.                                                                                 | D-7-7830-0079 |      |
| Untermeitingen (Standort) | Rechteckiges Grabenwerk vor- und frühgeschichtlicher Zeitstellung.                                                                  | D-7-7830-0080 |      |
| Untermeitingen (Standort) | Siedlung der Urnenfelder- und Hallstattzeit, Gräber der Merowingerzeit sowie Kreisgräben vor- und frühgeschichtlicher Zeitstellung. | D-7-7830-0081 |      |
| Untermeitingen (Standort) | Siedlung vor- und frühgeschichtlicher Zeitstellung.                                                                                 | D-7-7830-0084 |      |
| Untermeitingen (Standort) | Brandgräber der Urnenfelderzeit. | D-7-7830-0086 |      |
| Untermeitingen (Standort) | Befestigung der späten römischen Kaiserzeit.                                                                                        | D-7-7830-0087 |      |
| Untermeitingen (Standort) | Burgstall des Mittelalters. | D-7-7830-0090 |      |
| Untermeitingen (Standort) | Siedlung der Urnenfelderzeit. | D-7-7830-0131 |      |
| Untermeitingen (Standort) | Siedlung der römischen Kaiserzeit.                                                                                                  | D-7-7830-0132 |      |
| Untermeitingen (Standort) | Siedlung der römischen Kaiserzeit.                                                                                                  | D-7-7830-0133 |      |
| Untermeitingen (Standort) | Siedlung der späten Bronzezeit und Gräber der Urnenfelderzeit.                                                                      | D-7-7830-0150 |      |
| Untermeitingen (Standort) | Mittelalterliche und frühneuzeitliche Befunde im Bereich der Katholischen Pfarrkirche St. Stephan in Untermeitingen.                | D-7-7830-0152 |      |
| Untermeitingen (Standort) | Siedlung vorgeschichtlicher Zeitstellung.                                                                                           | D-7-7830-0155 |      |
| Untermeitingen (Standort) | Siedlung vorgeschichtlicher Zeitstellung.                                                                                           | D-7-7830-0194 |      |
| Untermeitingen (Standort) | Siedlung des hohen Mittelalters. | D-7-7830-0197 |      |
| Untermeitingen (Standort) | Grabhügel vor- und frühgeschichtlicher Zeitstellung.                                                                                | D-7-7831-0008 |      |
| Untermeitingen (Standort) | Grabhügel vor- und frühgeschichtlicher Zeitstellung.                                                                                | D-7-7831-0009 |      |
| Untermeitingen (Standort) | Grabhügel der Hallstattzeit. | D-7-7831-0015 |      |